# 소상공인시장TV
소상공인시장TV는 대한민국의 소상공인과 전통시장 상인을 대상으로 하는 텔레비전 채널이다.

## 연혁
- 2012년 4월 24일: 개국
- 2013년: HD방송 송출 실시
- 2014년: 소상공인시장진흥공단에서 소상공인방송국으로 개편
- 2016년: 재단법인 소상공인방송정보원 설립
- 2021년: 수도권, 전국의 LG 헬로 비전 채널 개편으로 유료 송출
- 2023년 4월: 소상공인시장TV로 채널명 변경